# Emilio Gabba
Emilio Gabba (geboren am 31. März 1927 in Pavia; gestorben am 12. August 2013 ebenda) war ein italienischer Althistoriker.
Emilio Gabba entstammte einer alteingesessenen Familie aus Pavia und war ein Nachkomme des Paveser Mathematikers Felice Casorati. Gabba studierte bei Plinio Fraccaro an der Universität Pavia, an der er 1948 promoviert wurde. 1949/50 war er Stipendiat des Istituto Italiano per gli Studi Storici in Neapel. Von 1955 bis 1958 war er Assistent für Griechische und Römische Geschichte an der Universität seiner Heimatstadt. Von 1958 bis 1974 war er Lehrstuhlinhaber an der Universität Pisa. Ab 1974 lehrte Gabba als Professor für Römische Geschichte bis zur Emeritierung 1996 an der Universität Pavia.  
Als Lehrstuhlinhaber in Pisa begründete er zusammen mit Arnaldo Momigliano eine grundlegende inhaltliche und methodische Erneuerung des Faches Alte Geschichte, indem er eingehend die Geschichte der antiken Geschichtsschreibung, d. h. der Art und Weise, wie der antike Mensch selbst über seine Kultur und Gesellschaft dachte, untersuchte. Sein Augenmerk galt vor allem den griechischen Historikern, die ihre Werke der Darstellung der römischen Expansion widmeten, wie Polybios, Dionysios und Appian, dessen Bürgerkriege er zusammen mit dem Gräzisten Domenico Magnino in italienischer Übersetzung herausgab. Im Anschluss entwickelte er ein Bild vom Auf und Ab der Römischen Republik mit einem tiefschürfenden Verständnis der militärischen, sozialen und ökonomischen Aspekte einerseits und feinem Gespür für politische und juristische Institutionen der Römischen Republik andererseits. In den institutionellen und territorialen Hinterlassenschaften der Römischen Munizipien erkannte Gabba die maßgeblichen Grundlagen der weiteren römischen Geschichte. Sein Schriftenverzeichnis umfasst mehr als 800 Titel.
Gabba war ab 1990 Herausgeber der Zeitschrift Athenaeum. Aufgrund seiner ausgeprägten Kenntnis der italienischen und europäischen Kultur vertraute man ihm die Leitung der Rivista Storica Italiana (1995–2005) an. Er war Visiting Professor (Gastprofessor) in Oxford, Philadelphia und Berkeley und Fellow des Institute for Advanced Study in Princeton (1973, 1985–1986). 
Die Universitäten Dijon, Straßburg und Mainz verliehen ihm die Ehrendoktorwürde. Er war Mitglied der Accademia dei Lincei (1988 korrespondierendes Mitglied, ab 1992 Vollmitglied), ab 1993 der Academia Europaea, ab 1988 korrespondierendes Mitglied der Accademia delle Scienze in Turin, des Istituto Lombardo di Scienze e Lettere, der British Academy, der Académie des inscriptions et belles-lettres in Paris und der American Academy of Arts and Sciences in Washington. Gabba war auch Vorsitzender der Società Pavese di Storia Patria und des Zentrums für die Geschichte der Universität Pavia.

## Schriften
- Roma arcaica. Storia e storiografia. Rom 2000, ISBN 88-87114-68-4.
- als Herausgeber: Presentazione e scrittura della storia: Storiografia, epigrafi, monumenti. Atti del Convegno di Pontignano (aprile 1996) (= Biblioteca di Athenaeum. Band 42).  New Press, Como 1999.
- Italia romana. Como 1994.
- Aspetti culturali dell’imperialismo romano. Florenz 1993, ISBN 88-383-1393-8.
- Dionysius and the history of archaic Rome. Berkeley u. a. 1991, ISBN 0-520-07302-9.
- Del buon uso della ricchezza. Saggi di storia economica e sociale del mondo antico. Mailand 1988, ISBN 88-7802-043-5.
- Republican Rome, the army and the allies. Oxford 1976, ISBN 0-631-17150-9.